# تيون مولدر
تيون مولدر (بالإنجليزية: Teun Mulder)‏ مواليد 18 يونيو 1981 في هولندا، هو دراج هولندي سابق في صنف سباق الدراجات على المضمار. سبق أن شارك في دورة الألعاب الأولمبية الصيفية وفاز بميدالية أولمبية.

## الميداليات
| الميدالية | المسابقة                       |
| --------- | ------------------------------ |
| برونزية   | الألعاب الأولمبية الصيفية 2012 |

## روابط خارجية
- تيون مولدر على موقع الاتحاد الدولي للدراجات (الإنجليزية)
- تيون مولدر على موقع أرشيف الدراجات (الإنجليزية)
- تيون مولدر على موقع CycleBase (الإنجليزية)
- تيون مولدر على موقع أوليمبيديا (الإنجليزية)